# 命名法
命名法（英語：Nomenclature，英國英語：/noʊˈmɛŋklətʃə,_nə-/，美國英語：/ˈnoʊmənkleɪtʃər/）是指在特定艺术或科学领域中，由名称或术语组成的系统，或构成这些术语的规则。（研究命名法的理论领域有时被称为名词学或分类学）。命名的原则多种多样，从日常用语中相对非正式的约定，到国际上公认的、规范科学及其他学科专业术语形成和使用的原则、规则和建议。
命名“事物”是人类使用词语和语言进行一般交流的一部分：它是日常分类学的一个方面，因为人们区分他们所体验的对象及其相似性和差异性，观察者对其进行识别、命名和分类。名称的使用，作为嵌入在不同语言中的许多不同类型的名词，将命名法与理论语言学联系起来，而人类在心理上根据词义和经验构建世界的方式则与语言哲学相关。
专名学是研究专有名词及其起源的学科，包括：人名学（关注人类姓名，包括人名、姓氏和昵称）；地名学（研究地名）；以及词源学（名称的派生、历史和使用），通过比较语言学和描述语言学揭示。
科学界需要简单、稳定、国际接受的命名系统来命名自然界的物体，这催生了许多正式的命名系统。这些命名系统中最著名的可能是管理生物拉丁化科学名称的五种生物命名法则。

## 词源
命名法（nomenclature）一词源于拉丁语nomen（“名称”）和calare（“称呼”）。拉丁语指名称列表，命名者（Nomenclator）一词也指名称的提供者或播报者。

## 更多阅读
- Scheetz, George H. (1988). Names' Names: A Descriptive and Prescriptive Onymicon. ("What's In a Name?" Chapbook Series; 2.) Sioux City, Ia.: Schütz Verlag.